# ولاد طالب (مشرع الكتان)
ولاد طالب هو دُوَّار يقع بجماعة حدادة، إقليم القنيطرة، جهة الرباط سلا القنيطرة في المملكة المغربية. ينتمي الدوّار لمشيخة مشرع الكتان التي تضم 6 دواوير. يقدر عدد سكانه بـ 1800 نسمة حسب الإحصاء الرسمي للسكان والسكنى لسنة 2004.

## روابط خارجية
- البوابة الوطنية للجماعات الترابية
- المندوبية السامية للتخطيط